# Рдутув (Великопольське воєводство)
Рдутув (пол. Rdutów) — село в Польщі, у гміні Ходув Кольського повіту Великопольського воєводства.
Населення — 129 осіб (2011).
У 1975—1998 роках село належало до Конінського воєводства.

## Демографія
Демографічна структура станом на 31 березня 2011 року:
|          | Загалом | Допрацездатний вік | Працездатний вік | Постпрацездатний вік |
| -------- | ------- | ------------------ | ---------------- | -------------------- |
| Чоловіки | 63      | 11                 | 44               | 8                    |
| Жінки    | 66      | 7                  | 43               | 16                   |
| Разом    | 129     | 18                 | 87               | 24                   |